# Corrado (cantante)
Corrado, pseudonimo di Corrado Stramondo (Catania, 12 agosto 1963), è un cantante italiano.

## Biografia
Nasce a Catania il 12 agosto 1963. Sin da piccolo sente la passione verso la musica napoletana, tanto da convincere i genitori ad iscriverlo in vari corsi musicali all'età di sette anni. Grazie agli studi assimilati e mettendo in atto le sue tecniche vocali, egli si esibisce come ospite all'età di 12 anni al teatro catanese Ambasciatori al fianco di Mario Merola, ispirandosi ad un altro artista della canzone napoletana, Mario Trevi.
La performance riscuote successo e, credendo alle sue potenzialità, Corrado partecipa a numerose manifestazioni canore, classificandosi sempre nelle prime posizioni. Nel 1986, all'età di 23 anni, decide di incidere a Napoli il suo primo album dal titolo Piccerè, curato dal maestro Augusto Visco. L'album vende 56 000 copie. Nel 1987 pubblica il suo secondo album dal titolo Whisky & Coca-Cola vendendo più di 100 000 copie. Questo fu il suo trampolino di lancio, tanto da essere nominato "L'astro nascente della canzone moderna napoletana".
Nel 1988, prima di essere chiamato per la leva militare, pubblica l'album Amore blu, contenente il brano 'A partenza, dedicato alla madre e alla moglie. Dopo i numerosi album incisi, nel 1998 pubblica l'album Ricordi, contenente il brano Caro papà, dedicato al padre scomparso pochi mesi prima. Questo fu l'evento che segnò la sua vita e la sua carriera.

## Discografia
- 1986 – Piccerè
- 1987 – Whisky & Coca-Cola
- 1988 – Amore blu
- 1989 – Corrado, Vol.4
- 1989 – Io, Napoli e tu
- 1990 – Non c'è titolo
- 1991 – Donna...
- 1992 – Sospiri d'amore
- 1994 – Follie
- 1996 – Sentimenti
- 1996 – Cocktail napoletano
- 1998 – Ricordi
- 2000 – Vattenne và, vattene via
- 2002 – Piccole storie
- 2004 – Napoli...
- 2009 – Imagination
- 2016 – A tiemp e musica